# Синдром Мюнхгаузена
Синдро́м Мюнхга́узена — симулятивное расстройство, при котором человек преувеличенно изображает (симулирует) или искусственно вызывает у себя симптомы болезни, чтобы подвергнуться медицинскому обследованию, лечению, госпитализации, хирургическому вмешательству и т. п. Причины такого симулятивного поведения полностью не изучены. Общепринятое объяснение причин синдрома Мюнхгаузена гласит, что симуляция болезни позволяет людям с этим синдромом получить внимание, заботу, симпатию и психологическую поддержку, которых им не хватает.
Пациенты с синдромом Мюнхгаузена, как правило, отрицают искусственную природу своих симптомов, даже если им предъявляют доказательства симуляции. Обычно они имеют длительную историю госпитализаций из-за симулированных симптомов. Не получая ожидаемого внимания к своим симптомам, больные с синдромом Мюнхгаузена часто становятся скандальными и агрессивными. В случае отказа в лечении одним специалистом больной обращается к другому.

## Описание
Cиндром Мюнхгаузена, описанный в 1951 году, относится к симулятивным расстройствам и представляет собой тяжёлое хроническое заболевание. Больной без внешней мотивации, к которой может относиться попытка уклониться от наказания, получить льготу или другая причина, преднамеренно воспроизводит или симулирует симптомы, при этом может самостоятельно себя травмировать с целью получения симптомов (в случае наличия внешней мотивации речь идёт о симуляции).
Синдром был назван в честь Карла Фридриха Иеронима, барона фон Мюнхгаузена (1720—1797), немецкого дворянина, который прославился фантастическими рассказами о своих мнимых подвигах.
В 1977 году был введён термин «синдром Мюнхгаузена по доверенности» (англ. Munchausen's syndrome by proxy) для описания ситуации, когда человек создаёт ложные симптомы у другого, в частности, у ребёнка. 
Термин «синдром Мюнхгаузена» (англ. Münchausen syndrome) предложен Ричардом Эшером, впервые описавшим в 1951 году поведение пациентов, склонных выдумывать или вызывать у себя болезненные симптомы. Первоначально это название использовалось для обозначения всех таких расстройств. Сегодня так называют крайнюю и длительную форму симулятивного расстройства, при которой симуляция болезни занимает центральное место в жизни человека.
Синдром Мюнхгаузена, как и симулятивные расстройства в целом, во врачебной практике до сих пор являются большой диагностической проблемой, поскольку неясны границы между симулятивным расстройством, соматизацией и симуляцией. В определении этого синдрома присутствуют различные условия, до сих пор ведутся споры об альтернативных названиях.

## Классификация
В МКБ-10 синдром Мюнхгаузена обозначается кодом F68.1 — рубрика «умышленное вызывание или симулирование симптомов или инвалидности физического или психологического характера (симулятивное расстройство)».
Диагностические критерии F68.1:
- A. Преднамеренное воспроизведение или симулирование симптомов и/или самостоятельное нанесение ран с целью получения симптомов.
- B. Отсутствие внешних мотиваций (например, уклонение от преследования за правонарушение, получение льгот, предназначенных для больных людей, и тому подобное). Если доказательства наличия таких мотиваций обнаружены, используется категория Z76.5 (симуляция).
- C. Наиболее часто используемый критерий исключения: отсутствие подтверждённого физического или психического расстройства, которое могло бы объяснить симптомы.

В F68.1 включаются: синдром «госпитальной блохи», синдром завсегдатая больниц, синдром Мюнхгаузена, кочующий больной.
Жестокое обращение в результате синдрома Мюнхгаузена по доверенности (делегированного синдрома Мюнхгаузена) кодируются в МКБ-10 рубрикой T74.8 («другие синдромы жестокого обращения»; данная рубрика применима к пострадавшему лицу, а не к злоумышленнику). К злоумышленнику, страдающему делегированным синдромом Мюнхгаузена, применим код МКБ F68.A.
В DSM-5 также присутствует симулятивное расстройство (англ. «factitious disorder») — код 300.19 (F68.10).
Его критерии:
- А. Фальсификация физических или психологических признаков или симптомов.
- B. Человек представляет себя больным, ослабленным или раненым.
- C. Обманчивое поведение проявляется даже при отсутствии очевидной внешней выгоды.
- D. Поведение не объясняется лучше другим психическим расстройством, таким как бредовое расстройство или другое психотическое расстройство.

## Делегированный синдром Мюнхгаузена
Под делегированным синдромом Мюнхгаузена, или синдромом Мюнхгаузена по доверенности (англ. Münchausen syndrome by proxy, аббр. MSBP или англ. Factitious disorder imposed on another, аббр. FDIA), понимают такой вид симулятивного расстройства, при котором родители или лица, их замещающие, намеренно вызывают у ребёнка или уязвимого взрослого человека (например, инвалида) болезненные состояния или выдумывают их, чтобы обратиться за медицинской помощью. Такие действия совершают чаще женщины, в большинстве случаев — родные матери или супруги. При этом лица, симулирующие болезни ребёнка, сами могут проявлять поведение, типичное для синдрома Мюнхгаузена. Частный случай MSBP имеет и другое название: синдром Полле (по имени дочери барона Мюнхгаузена, умершей на первом году жизни). Под этим названием он впервые был описан D. Burman в 1977 году. В описанном случае мать симулировала правосторонний гемипарез, при этом также имитировала у дочери симптомы сахарного диабета, используя глюкозу и ацетон, а у сына — вызывала судороги и нарушение сознания, используя прометазин. В то время название относилось только к детям больных синдромом Мюнхгаузена. В настоящее время синдром Полле рассматривается только как искусственное причинение болезни ребёнку его собственной матерью или лицом, которое его опекает.
Лица, страдающие делегированным синдромом Мюнхгаузена, могут использовать самые различные методы, чтобы имитировать либо вызвать появление у ребёнка/уязвимого взрослого болезни. Воображаемая или вызываемая болезнь может принимать практически любую форму, но наиболее распространёнными симптомами являются: кровотечения, припадки, диарея, рвота, отравления, инфекции, удушье, лихорадка, аллергии и синдром внезапной детской смерти. Искусственно вызываемые у детей болезни очень плохо поддаются лечению, поэтому дети, страдающие от таких расстройств, подвергаются большому числу ненужных медицинских процедур, некоторые из которых могут быть вредны.
Вред может наноситься любым способом, который не оставляет явных следов. Затруднение дыхания может вызываться рукой на рту, пальцами на ноздрях, полиэтиленовой плёнкой на лице, также злоумышленник может лечь на младенца. Злоумышленник может ограничивать приём пищи, давать зависимому человеку лекарства не в соответствии с назначениями: не давать назначенные препараты, повышать дозы, вводить лекарства, когда это не нужно. Возможна умышленная задержка вызова медицинской помощи, когда такая необходимость возникла. В последнем случае, когда жертва коллапсирует (приступ и т. п.), MSBP-личность может, убедившись, что жизни пациента угрожает серьёзная опасность, предпринять действия по спасению с целью получения восхвалений как героя и заботливого человека, который спас пациенту жизнь.
Искусственные заболевания и многократное лечение негативно сказывается на психическом развитии и здоровье детей. Кроме того, действия, при помощи которых создаются симптомы болезни, а также некоторые методы обследования и лечения, могут наносить непоправимый вред здоровью ребёнка и представлять опасность для его жизни.
Делегированный синдром Мюнхгаузена очень трудно распознать, поэтому точно определить его распространённость пока не удаётся.
Родители, вызывающие у детей болезни, как правило, страдают от недостатка психологической поддержки. Они часто несчастливы в браке. Часть из них страдает от психических расстройств. Многие обладают некоторым запасом знаний в области медицины. В случае обнаружения искусственной природы болезни ребёнка они отрицают причинение вреда даже при наличии серьёзных доказательств и отказываются от какой-либо психотерапии. Медсестра или медбрат с делегированным синдромом Мюнхгаузена может получать внимание и благодарность от родителей за доброту, которую проявляет во время короткой жизни их ребёнка. Однако такой человек озабочен только вниманием к себе и имеет доступ к огромному числу потенциальных жертв.
Лицо с делегированным синдромом Мюнхгаузена знает, что, если у членов семьи или коллег появляются подозрения, они вряд ли озвучат их, так как боятся, что могут ошибаться. Редко кто-либо хочет обвинить MSBP-личность или подать заявление в органы расследования. Если они ошибаются, это обвинение в клевете и изоляция от семьи. Если MSBP-личность узнаёт, что такое обвинение было сделано, и сможет догадаться, кто сделал обвинение, это истолковывается как преследование, где личность является жертвой, и ситуация эксплуатируется как ещё более выгодная, чтобы такая личность снова оказалась в центре внимания. Когда это происходит в семье, это используется как возможность настроить всю семью против человека, сделавшего обвинение, либо против любого другого, кого MSBP-личность может идентифицировать как человека, который высказал подозрение. MSBP-личность, как и все личности с расстройствами, фокусированными на получении внимания, всегда внушают доверие своей «правдоподобностью» и убедительны.

## Диагностика
Ниже описаны наиболее часто встречающиеся случаи симулятивных расстройств (синдрома Мюнхгаузена), а также лабораторные тесты, используемые, чтобы отличить их от истинных заболеваний:
| Изображаемое заболевание или симптом                              | Способ имитации                                                                                               | Лабораторное/диагностическое подтверждение |
| ----------------------------------------------------------------- | --- | --- |
| Различные заболевания                                             | - Фабрикация жалоб, данных анамнеза - Поддельные медицинские записи о результатах исследований                | - Выявление несоответствий предъявляемых жалоб и данных анамнеза результатам объективного обследования пациента - Запросы для подтверждения результатов обследований - Перепроверка результатов обследований |
| Повышение уровня креатинкиназы (характерно для инфаркта миокарда) | Травмирование мышц (удары мокрым полотенцем)                                                                  | Отсутствие повышения креатинкиназы в динамике, отсутствие динамики ЭКГ |
| Синдром Барттера                                                  | - Тайный приём диуретиков - Вызывание рвоты                                                                   | - Высокоэффективная жидкостная хроматография (ВЭЖХ) мочи - Определение уровня хлорида в моче |
| Катехоламин-секретирующая опухоль                                 | Введение адреналина в мочу или кровоток                                                                       | Дополнительный анализ на повышение Хромогранина A |
| Синдром Кушинга                                                   | Тайный приём глюкокортикоидов                                                                                 | ВЭЖХ для различения эндогенных и экзогенных стероидов |
| Гипертиреоз                                                       | Тайный приём левотироксина                                                                                    | Анализ крови на свободный T4 и ТТГ |
| Гипогликемия                                                      | Экзогенный инсулин или стимуляторы секреции инсулина                                                          | Одновременный анализ крови на инсулин, C-пептид, проинсулин, и стимуляторы секреции инсулина |
| Нарушение натриевого баланса                                      | Приём больших количеств поваренной соли                                                                       | Измерить фракционное выделение натрия с мочой, чтобы отличить преднамеренную перегрузку поваренной солью от обезвоживания                                                                                    |
| Хроническая диарея                                                | - Разбавленные водой образцы стула - Злоупотребление слабительными                                            | - Измерение осмолярности фекалий - Скрининговый анализ мочи на слабительные с использованием газовой хроматографии либо масс-спектрометрии                                                                   |
| Рвота                                                             | Употребление ипекакуаны, хотя возможно много альтернативных вариантов                                         | Определение эметина методом ВЭЖХ в сыворотке крови либо моче; определение уровня креатинкиназы и трансаминаз (ипекакуана может вызывать кардиомиопатию, миопатию)                                            |
| Протеинурия                                                       | Инъекция яичного белка в мочевой пузырь, добавление в образцы мочи альбумина (белка)                          | Электрофорез белков мочи |
| Гематурия                                                         | Добавление крови в образцы мочи, преднамеренное травмирование уретры, введение инородных тел в мочевой пузырь | Визуализационные исследования для исключения введения инородного тела, наблюдение за сбором образцов, определение формы эритроцитов в образцах                                                               |

### Использованная литература
- McClure, R. J. Epidemiology of Munchausen syndrome by proxy, non-accidental poisoning, and non-accidental suffocation :  [англ.] / R. J. McClure, P. M. Davis, S. R. Meadow … [et al.] // Archives of Disease in Childhood[англ.] : journal. — 1996. — Vol. 75, no. 1. — P. 57—61. — PMID 8813872. — PMC 1511685.
- Bennett, K. Munchausen syndrome by proxy abuse :  [англ.] // Journal of child health care. — 2000. — Vol. 4, no. 4. — P. 163—166. — doi:10.1177/136749350000400407. — PMID 11855474.
- Rabinerson, D. Munchausen syndrome in obstetrics and gynecology :  [англ.] / D. Rabinerson, B. Kaplan, R. Orvieto … [et al.] // Journal of psychosomatic obstetrics and gynaecology. — 2002. — Vol. 23, № 4. — P. 215—218. — PMID 12520858.
- Thomas, K. Munchausen syndrome by proxy : identification and diagnosis :  [англ.] // Journal of pediatric nursing : journal. — 2003. — Vol. 18, no. 3. — P. 174—180. — doi:10.1053/jpdn.2003.35. — PMID 12796859.
- Craft, A. W. Munchausen syndrome by proxy and sudden infant death :  [англ.] / A. W. Craft, D. M. Hall // BMJ : journal. — 2004. — Vol. 328, no. 7451. — P. 1309—1312. — doi:10.1136/bmj.328.7451.1309. — PMID 15166071. — PMC 420178.
- Galvin, H. K. Update on Munchausen syndrome by proxy :  [англ.] / H. K. Galvin, A. W. Newton, A. M. Vandeven // Current opinion in pediatrics. — 2005. — Vol. 17, no. 2. — P. 252—257. — PMID 15800422.
- Fisher, J. A. Playing patient, playing doctor : Munchausen syndrome, clinical S/M, and ruptures of medical power :  [англ.] // Journal of Medical Humanities : journal. — 2006. — Vol. 27, no. 3. — P. 135—149. — doi:10.1007/s10912-006-9014-9. — PMID 16817003.
- Tatu, L. Munchausen Syndrome and the Wide Spectrum of Factitious Disorders :  [англ.] / L. Tatu, S. Aybek, J. Bogousslavsky // Frontiers of Neurology and Neuroscience : j.. — 2018. — Vol. 42. — P. 81–86. — Epub 2017 Nov 17. — doi:10.1159/000475682. — PMID 29151093.

### Рекомендуемая литература
- Feldman, Marc D. Playing Sick? : Untangling the Web of Munchausen Syndrome, Munchausen by Proxy, Malingering, and Factitious Disorder :  [англ.]. — New York : Brunner−Routledge, 2004. — 318 p. — ISBN 978-0415949347.